# Providence Steamrollers 1947-1948
La stagione 1947-48 dei Providence Steamrollers fu la 2ª nella BAA per la franchigia.
I Providence Steamrollers arrivarono quarti nella Eastern Division con un record di 6-42, non qualificandosi per i play-off.

## Roster
| N°   | Naz.                   | Ruolo | Sportivo        | Anno | Alt. | Peso |
| ---- | ---------------------- | ----- | --------------- | ---- | ---- | ---- |
|      | Stati Uniti (bandiera) | A     | Dick Fitzgerald | 1920 | 188  | 79   |
|      | Stati Uniti (bandiera) | A     | Jerry Kelly     | 1918 | 188  | 172  |
|      | Stati Uniti (bandiera) | A     | Ariel Maughan   | 1923 | 193  | 86   |
|      | Stati Uniti (bandiera) | AC    | George Nostrand | 1924 | 203  | 88   |
|      | Stati Uniti (bandiera) | GA    | Earl Shannon    | 1921 | 180  | 77   |
| 3    | Stati Uniti (bandiera) | C     | Bill Downey     | 1923 | 198  | 95   |
| 4    | Stati Uniti (bandiera) | GA    | Wyndol Gray     | 1922 | 185  | 79   |
| 5    | Stati Uniti (bandiera) | GA    | John Janisch    | 1920 | 191  | 91   |
| 6    | Stati Uniti (bandiera) | G     | Mel Thurston    | 1919 | 183  | 79   |
| 7-9  | Stati Uniti (bandiera) | AC    | Jack Toomay     | 1922 | 198  | 98   |
| 8    | Stati Uniti (bandiera) | G     | Ernie Calverley | 1924 | 178  | 145  |
| 9    | Stati Uniti (bandiera) | G     | Dino Martin     | 1920 | 173  | 160  |
| 10   | Stati Uniti (bandiera) | AC    | Hank Beenders   | 1916 | 198  | 84   |
| 10   | Stati Uniti (bandiera) | G     | Kenny Sailors   | 1921 | 178  | 79   |
| 11   | Stati Uniti (bandiera) | A     | Lee Robbins     | 1922 | 191  | 79   |
| 11   | Stati Uniti (bandiera) | G     | Ray Wertis      | 1923 | 180  |      |
| 12   | Stati Uniti (bandiera) | AC    | Bob Hubbard     | 1922 | 198  | 98   |
| 13   | Stati Uniti (bandiera) | GA    | Johnny Ezersky  | 1921 | 191  | 79   |
| 14-9 | Stati Uniti (bandiera) | A     | George Mearns   | 1922 | 191  | 79   |
| 15   | Stati Uniti (bandiera) | AC    | Pop Goodwin     | 1920 | 188  | 203  |
| 16   | Stati Uniti (bandiera) | GA    | Nat Hickey      | 1902 | 180  | 82   |

## Staff tecnico
- Allenatori: Hank Soar (2-17), Nat Hickey (4-25)